# Przeźmierowo
Przeźmierowo is een plaats in het Poolse district  Poznański, woiwodschap Groot-Polen. De plaats maakt deel uit van de gemeente Tarnowo Podgórne en telt 5965 inwoners.